# Ель-Канія
Ель-Канія (англ. al-Qaniyah, араб. القنية) — поселення в Сирії, що складає невеличку друзьку общину в нохії Ес-Санамейн, яка входить до складу мінтаки Ес-Санамейн в південній сирійській мухафазі Дар'а.